# Synagoge (Horodenka)

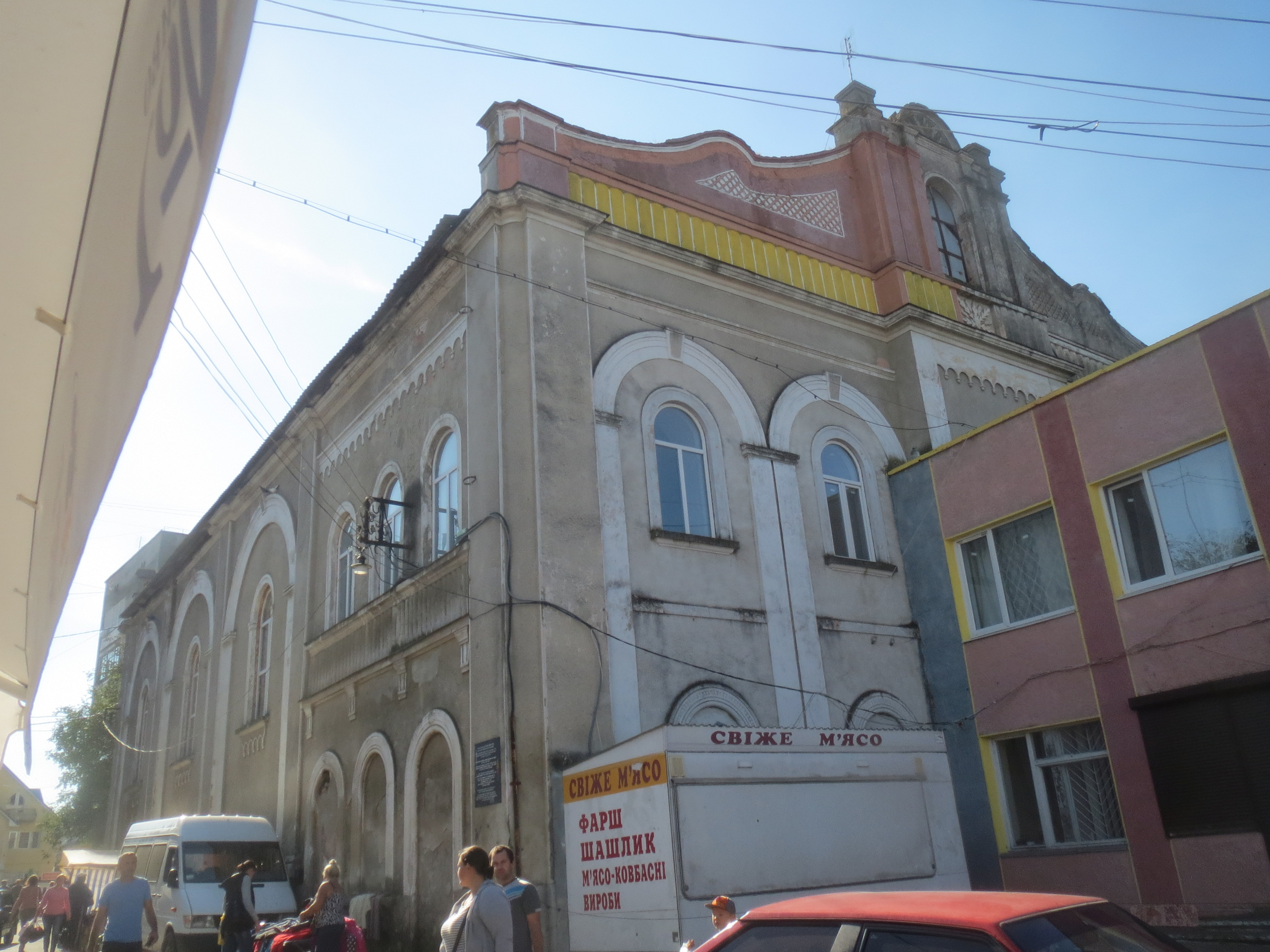
Horodenka Synagoge (Sept. 2018)

Die Synagoge in Horodenka, einer Stadt im ukrainischen Oblast Iwano-Frankiwsk, wurde ursprünglich 1743 errichtet und im 19. und 20. Jahrhundert mehrmals umgebaut. 
Die profanierte Synagoge wurde nach dem Zweiten Weltkrieg zweckentfremdet. Heute wird sie als Turnhalle genutzt.